# Palisades Building
Le Palisades Building est un bâtiment américain dans le parc Balboa, à San Diego, en Californie. Dessiné par Richard Requa dans le style Pueblo Revival du New Mexico Building voisin, il a été construit en 1935. Un temps connu comme l'Hollywood Motion Picture Hall of Fame, il accueille aujourd'hui le Marie Hitchcock Puppet Theater et le Recital Hall.